# Ultraaricia pupillata
Ultraaricia pupillata är en fjärilsart som beskrevs av Aigner. Ultraaricia pupillata ingår i släktet Ultraaricia och familjen juvelvingar. Inga underarter finns listade i Catalogue of Life.